# 温和发展党
溫和發展党（羅馬化：Hezb-e E'tedāl va Towse'eh）是伊朗的一个政党。它是一个务实的中间派政党，于2002年举行了第一次代表大会。